# Görbe (matematika)
A matematikai görbe szemléletes fogalma tapasztalati megfigyelésekre támaszkodva jöhetett létre.
Egyik ilyen a testek lapjainak találkozásánál keletkezett törésvonalak - élek - "felfedezése", egy másik a mozgó testek által keltett nyomok és a közlekedőktől kitaposott ösvények észlelése. Talán harmadikként egyes növények, indák hajtásainak alakja is a fogalom kialakulásához vezetett.
A köznapi szemlélet a görbét az egyenes ellentétének tekinti, azonban helyesebb, ha vonalakról, beszélünk, s ezek osztályán belül egyenes illetve görbe  vonalról (ang.: straight line - curved line).
A matematika néhány területe (elemi geometria, topológia stb.) az egyenest, mint térelemet kezeli, s a görbéket a másik térelem, a pont adott tulajdonságú halmazaként (mértani helyek, grafikonok stb.). Más területeken (analitikus geometria, differenciálgeometria, vektoranalízis stb.) az egyenest az utóbbiak közül csupán egyszerűbb kezelése (elsőfokú egyenletek) emeli meg.
Az egyenestől eltérő (görbe) vonalak matematikai vizsgálatai már az ókorban megkezdődtek. A legelső elemzések a kör tulajdonságait boncolták, de a kúpszeletek (ellipszis, parabola, hiperbola), valamint a mozgással összefüggő vonalak (spirálok, evolvenssek, konhoiszok, neusszisz, cisszoisz stb.) és sok más síkgörbe részletes megismerése is az ókori kutatásoknak köszönhető. A térgörbék alapos elemzésére csak a reneszánsz tudósai vállalkoztak, de a görbék tulajdonságainak teljes feltárására csak a Descartes által bevezetett koordinátageometria adott lehetőséget.

## Definíciók

### Topológiai értelmezés

#### Görbeív

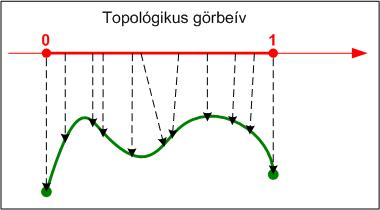

A topológia görbeívnek nevezi a sík ill. a tér olyan ponthalmazát, amely a számegyenes [0..1] intervallumának topologikus képe.
A topologikus leképezés (homeomorfizmus) két ponthalmaz kölcsönösen egyértelmű és bijektív megfeleltetése, ahol a hozzárendelés és az inverze is folytonos.
Eszerint az (egyenes) szakasz és az ilyenekből összetett töröttvonal (poligon) is görbeív. A zárt görbék nem felelnek meg e definíciónak, hiszen ekkor az egységszakasz két végpontjának egybe esne a képe. Ha e definíciót a projektív síkra-térre alkalmazzuk és az egységszakasz egy vagy több pontját ideális pontokba képezzük le, akkor a nem-korlátos görbék is e definíció keretébe illenek. (Kiterjesztett görbefogalom.)

#### Zárt görbe
Az egyszerű zárt görbe a Jordan-féle meghatározás szerint a kör (síkgörbe) topologikus képe.
A síkbeli Jordan-féle görbe fontos tulajdonsága, hogy a síknak a görbéhez nem tartozó pontjait két tartományra osztja: a görbe belseje és külseje. E két tartomány diszjunkt, azaz egy külső és egy belső pontot összekötő ív metszi a görbét. Ez a tulajdonság a térbeli Jordan-féle görbékre nem teljesül, s ebből következik, hogy a teljes gömb nem képezhető le a síkra (térképészet).

#### Összetett görbeív
Görbeíveket bizonyos szabályok betartásával összefűzve sokféle görbét kaphatunk.
Az első követelmény, hogy két görbeívnek csak a végpontjai legyenek közösek, de egy ilyen csatlakozási pontban több ív is találkozhat.
A második kikötés, hogy minden ívnek legalább az egyik végpontja legalább egy másikéval essen egybe (összefüggőség).
Az ilyen görbe egy (összefüggő) gráf topologikus képe. Nem minden ismert görbe adható meg ezzel az értelmezéssel.

## Általános görbefogalom
A (görbe) vonalaknak, mint ponthalmazoknak az általános tulajdonságai:
a.- összefüggőek,
b.- korlátosak,
c.- zártak,
d.- egydimenziósak.
Általánosítva: Minden ilyen tulajdonságú síkbeli vagy térbeli ponthalmazt görbének (vonalnak) nevezünk.

### Differenciálgeometriai értelmezés
A topológiai értelmezést a Descartes-féle koordináta-rendszerre vonatkoztatva, az apparátushoz igazítva formalizáljuk.

#### Görbeív
A (véges) görbeív a {\displaystyle g:[0,1]\to \mathbb {R} ^{n}} függvény képhalmaza. (n=2 esetén síkgörbe, n=3 térgörbe ívéről van szó.)
A leképezést vektor-skalár függvénnyel adjuk meg:
{\displaystyle {\vec {r}}={\vec {g}}(t)} ,
ahol t a görbe paramétere: paraméteres előállítás.
A vektor-egyenletet koordinátákra bontva a görbe paraméteres egyenletrendszerét kapjuk:
{\displaystyle {\Bigg \{}{\begin{matrix}x=g_{x}(t)\\y=g_{y}(t)\\z=g_{z}(t)\end{matrix}}}
A leképezéstől megköveteljük, hogy bijektív és folytonos legyen. A görbeív k- szorosan differenciálható, ha a leképezés mindkét/-három komponense ilyen.

#### Általánosítás
A {\displaystyle g:\mathbb {R} \to \mathbb {R} ^{n}} folytonosan differenciálható leképezést a {\displaystyle [0,1]\in \mathbb {R} } intervallum helyett tetszőleges-összefüggő {\displaystyle D_{g}\in \mathbb {R} } intervallumra kiterjesztve a képhalmaz a fentinél általánosabb , egydimenziós alakzat (görbe). Ekkor a görbe(ív) nyitott, sőt nem-korlátos is lehet. A bijektív leképezés képhalmaza egyszerű görbe, ellenkező esetben a görbe önmagát metszi (többszörös pontok).
Meg kell azonban követelni, hogy az ilyen általánosításnak eleget tevő görbe minden pontjának legyen egy olyan környezete, amelyik a görbeív fenti, szigorúbb feltételeinek eleget tesz.

## A görbe megadása
Lehetséges, hogy két paraméteres előállítás - {\displaystyle {\vec {r}}={\vec {g}}(t)} és {\displaystyle {\vec {r}}={\vec {h}}(t)} ugyanazt a görbét határozza meg, csupán egy-egy pontot különböző {\displaystyle {\vec {g}}(t_{1})={\vec {h}}(t_{2})} paraméterek jelölnek ki. Általában ugyanazzal az {\displaystyle {\vec {r}}={\vec {g}}(\tau )} formulával, de más {\displaystyle \mathbf {\tau =\phi (t)} } transzformált paraméterrel előállítható ugyanaz a ponthalmaz. Azt mondjuk, hogy ezek az előállítások ekvivalensek. Hasonló ekvivalenciát jelentenek a paraméteres formától eltérő deklarációk.

## Megadási módok

### Elemi (nem analitikus) módszerek
Az elemi geometria gyakran definiál valamilyen - leginkább metrikus - tulajdonsággal ponthalmazokat. Mértani helynek akkor nevezzük ezeket, ha
1. minden ilyen pontot tartalmaznak,
2. csak ilyen pontokat tartalmaznak.
Fizikai feltétellel definiálható mozgást végző pontszerű test pályája rendszerint folytonos-véges ponthalmaz. Ritka kivételtől eltekintve megfelel a görbeív definíciójának.
Fizikai jelenségekkel határozhatunk meg néhány görbét. Ilyenek például a távolbaható erők erővonalai, szintvonalai, valamint az erőhatásoknak kitett testeken okozott alakváltozások (pl. láncgörbe). A biológiai formációk is képezhetik matematikai vizsgálat tárgyát.
Az ilyen típusú problémák egy részénél a megoldás egy ismert, más módon definiált görbe (Pl. két ponttól egyenlő távolságra levő síkbeli pontok mértani helye egyenes). Az elemi definíciók az új görbék néhány tulajdonságának elemzésére alkalmasak, de általános vizsgálathoz célszerűbb az analitikus formákat használni.

### Analitikus görbék

#### Síkgörbék
A paraméteres előállítás {\displaystyle {\vec {r}}={\vec {g}}(t)} vektoros alakja és a komponensekre kifejtett
{\displaystyle {\Bigg \{}{\begin{matrix}x=g_{x}(t)\\y=g_{y}(t)\end{matrix}}}
paraméteres egyenletrendszer mellett használjuk még az
{\displaystyle \mathbf {G} (x,y)=0} implicit alakot,
melyhez úgy jutunk, hogy a paraméteres egyenletrendszerből a t paramétert kiküszöböljük.
Az implicit alak kéthatározatlanú egyenletéből az ordínátát kifejezve kapjuk az
{\displaystyle \mathbf {y=g(x)} } explicit egyenletet (függvény grafikon).
Mindhárom alak használható polárkoordinátákban is:
{\displaystyle {\Bigg \{}{\begin{matrix}r=h_{r}(t)\\\varphi =h_{\varphi }(t)\end{matrix}}}.
{\displaystyle \mathbf {H(r,\varphi )} =0}.
{\displaystyle \mathbf {r=h(\varphi )} }.
A fenti formulák nem minden esetben alakíthatók egymásba!

#### Térgörbék
A térgörbék analitikus megadására a paraméteres egyenletrendszer szinte az egyetlen eszköz a görbe vizsgálatára. Definiálhatók azonban fontos és érdekes térgörbék két felület áthatásaként (l.: Viviani-görbe). Az analitikus forma ekkor a két felület egyenletének uniójából áll:
{\displaystyle {\Bigg \{}{\begin{matrix}E(x,y,z)=0\\F(x,y,z)=0\end{matrix}}}